# Condor (missile)

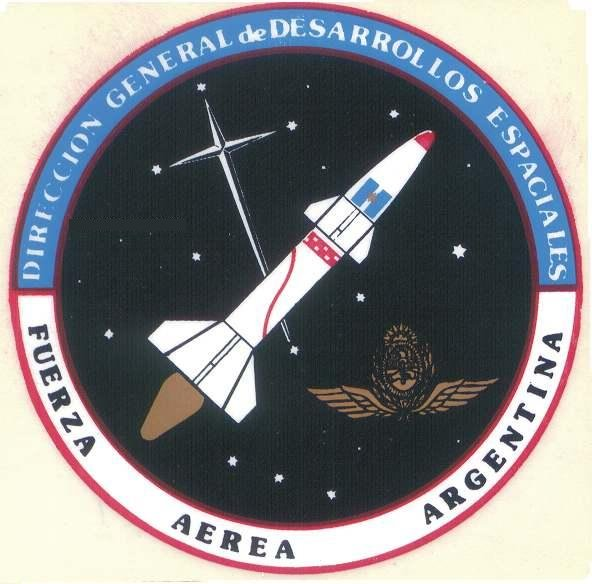

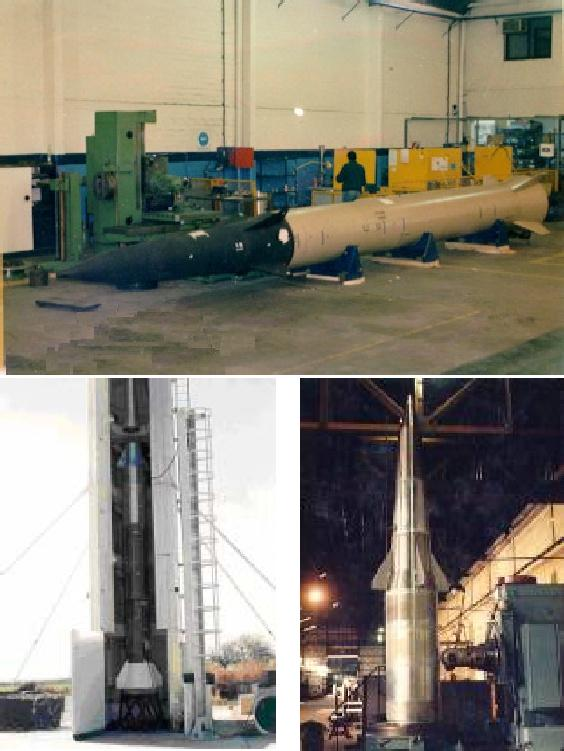
Prototipi Condor II in diverse fasi di sviluppo

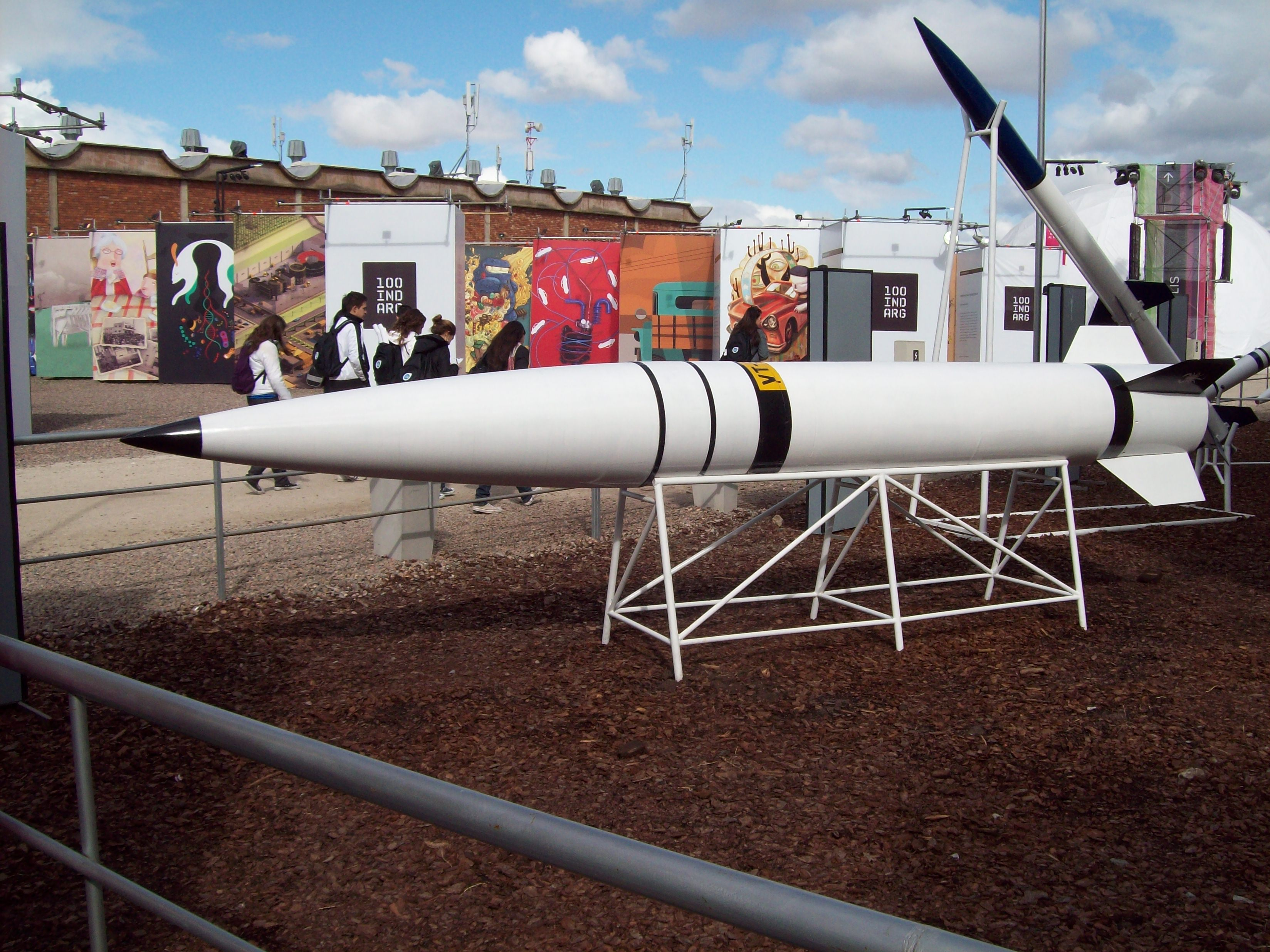

Il Condor 2 era un progetto di collaborazione sviluppato da Argentina, Egitto, Iraq. Ha le sue origini all'interno del programma spaziale argentino a partire dal 1970. Questo programma è stato molto probabilmente una facciata per l'Argentina per sviluppare missili balistici con il pretesto della ricerca pura. Il Condor 1 era una piattaforma di ricerca utilizzata dall'Argentina per testare progetti missilistici così come nel caso del prototipo per il missile Alacrán che è stato poi regolarmente sviluppato e messo in esercizio.
Il programma del Condor 2 era seguito al Condor 1, missile balistico a corto raggio, progettato per avere una gittata di 900 km. Lo sviluppo vero e proprio avvenne nei primi anni '80 con l'aiuto di tecnologie europee. L'Egitto entrò nel team di sviluppo nel 1984. L'Iraq ha fornito assistenza finanziaria fino al 1991. Egitto e Iraq hanno usato il nome di copertura Badr 2000 per la loro partecipazione al programma Condor 2.

## Caratteristiche tecniche
Il Condor 2 è un missile lungo 10,5 m. con un diametro di 0,8 m. Il peso al lancio è di 5.200 kg, il razzo è alimentato da una combinazione di combustibile solido / liquido (prima / seconda fase). Il missile è stato progettato per trasportare una singola testata con un carico utile di 450 kg. La gittata massima è stata stimata in 900 km, ma i test di volo conosciuti nel 1989, fanno registrare una gittata di circa 500 km.
Il programma è terminato nel 1990 ma lo "status" del progetto è comunque sconosciuto.